# 18 Holes Pro Golf
18 Holes Pro Golf is een golfsimulator voor Arcade van de firma Data East Corporation uitgebracht in 1981.

## Spelbesturing
Het spel speelt zich af op een golfveld waar 18 banen zijn die achtereenvolgens moeten worden gespeeld. Aan de rechterkant van het scherm staat een schuifbalk die automatisch op en neer gaat. Hoe hoger de balk, hoe groter de kracht waarmee de speler de golfbal zal slaan. Met de pijltjestoetsen kan hij zeven richtingen aanduiden. Elke baan moet binnen een voorgedefinieerd aantal slagen uitgespeeld worden. Zodra men over dit laatste aantal zit, is het spel afgelopen.
Elke baan heeft meerdere hindernissen waaronder: wit zand, hoger gras, bomen en vijvers.